# Diecezja Boac
Diecezja Boac (łac. Diœcesis Boacensis) – diecezja rzymskokatolicka na Filipinach, z siedzibą w Boac. Powstała w 1977 z części terenu diecezji Lucena.

## Główne świątynie
- Katedra: Katedra Niepokalanego Poczęcia Najświętszej Maryi Panny w Boac

## Lista biskupów
- Rafael Lim (1978–1998)
- José Francisco Oliveros (2000–2004)
- Reynaldo Evangelista (2004–2013)
- Marcelino Antonio Maralit (2014–2024)